# 林田重正
林田 重正 （はやしだ しげまさ、1918年10月1日 - 1997年1月4日）は、長崎県諌早市出身の画家。
山、川、野原、木立と言った、やさしい日本の風景を、心に映るままに描き続けた。
自由美術家連盟離脱後、特定の美術団体に属することもなく、かつ非常に寡作でありまた謙虚な性格であった為、一部の熱烈な理解者を得てはいた ものの、生前に美術界で大きな評価を得ることはなかった。

## 経歴
底本はによった。ただし、年齢は満年齢とした。
1918年 (大正7年）10月1日、長崎県北高来郡諫早村上ノ馬場（現諫早市上野町）に生まれる。父嘉八・母津枝。家業は地主。
1937年（昭和12年）3月（18歳）、県立諫早中学（現・県立諫早高等学校）を1年遅れで卒業。 小学生時代に結核を発症し中学は休みがちになるが、この間に歴史学・理科学・哲学等多数の本を独学で学び、また中学1年から油絵を図画教師石橋猛より手ほどを受けたり、レコードによりクラシック音楽に親しんだりした。
1938年（昭和13年）10月（20歳）、徴兵検査丁種に付き兵役免除。
1939年（昭和14年）3月、1937年頃より実践していた西式健康法で幾分か健康が恢復し画心抑え難い事を知った母ツエは、他の悩みを抱えていたこともあり、親類の野口彌太郎に“重正の画才の有無について”密かに相談の結果、一家を上げて東京市世田谷区世田谷に転居することを決断。
1939年（昭和14年）7月、新宿月光荘における独立美術協会夏講習会に参加し、海老原喜之助と親しくなる。
1939年（昭和14年）9月、杉並区高円寺にあった美術工藝學院純粋美術科に入学。同校において、実技を鳥海青児・福澤一郎・川口軌外・村井正誠・日高昌克に、西洋美術史を外山卯三郎に、日本美術史を田中一松に学ぶ。特に日高昌克を生涯の師として仰いだ。
1942年（昭和17年） 3月（23歳）、美術工藝学院閉鎖により卒業。
1942年（昭和17年）、結核治療のため続けていた西式医学研究所の西勝造の紹介により、憲兵と特高警察監視下の石原莞爾の知遇を得、反戦運動に協力する。
1942年（昭和17年）10月（24歳）、銀座紀伊国屋画廊で第1回個展開催。
1943年（昭和18年）（25歳）、敗戦まで、金石舎水晶研究所にて水晶遅延線の改良研究に従事。
1946年（昭和21年）（28歳）、読売新聞社主催新興日本美術第1回展に出品　佳作賞受賞。
1947年（昭和22年）（28歳）、戦時中一度途絶えていた、自由美術家協会復活を目指す難波田龍起等の呼びかけに応じ同会員になると同時に、森芳雄自宅を事務所にして、運営実務の協力開始する。
1948年（昭和23年）10月（30歳）、第12回自由美術展に出品。
1949年（昭和24年）10月（31歳）、第13回自由美術展に出品。
1949年（昭和24年）、日本美術家連盟洋画部会員になる。
1950年（昭和25年）10月（32歳）、第14回自由美術展に出品。
1951年（昭和26年）12月（33歳）、野口彌太郎との3人展等のため滞在中の長崎から、メニューヒン演奏会を聞く目的で訪れた佐世保で、偶然遠縁の富田治子に出会い直ぐ結婚。治子は婚約時すでに重い結核に冒されており、介護のため佐世保に3年間近く滞在することになる。
若い精神の高揚と、より良い治療法を東京で妻に受けさせる費用を捻出したかった為か、この年の作品展5回・新聞取材3回・翌年も作品発表2回は、後年の「年1回程度の個展発表」やマスコミへの露出を避けた静かな発表態度とは全く異なるものに見える。
1952年（昭和27年）（33歳〜34歳）、妻治子の病状がますます悪化する。
1953年（昭和28年）10月（35歳）、友人からの度重なる督促にも拘らず、10月9日開催予定の第17回自由美術展にも不出品が確定したため、3年連続不出品者扱い規定により、最初の除名者となる。この為、1968年に文芸春秋画廊で個展を開くまでの間、定期的な作品発表の場を持てない苦境に陥る。この時期以降の作品発表詳細は、“個展等作品発表歴”の項に記載。
1954年（昭和29年）3月（35歳）、ますます重篤に陥る妻治子を、前年に困難を押して東京に連れ帰る。ただし、感染を恐れ母津江以外の人には接触させず、重正自身が西式で治療しようと懸命の介護をするも、死去（24歳）。
1954年（昭和29年）6月（35歳）〜（43歳）、傷心の重正を慰めるためと、生活安定を心配した親類の紹介により、三菱造船（株）社内誌「菱苑」の挿絵カット表紙等を描くことを約10年間続けることになる。ほぼ同時期に、日立製作所日立工場日立美術部の指導にあたる。
1958年（昭和33年）（40歳）、日立製作所意匠研究所非常勤嘱託として主として家電デザインを約3年間行う。この年、イエナ画廊で前川直・石森美津子・川村久子と4人展を行う。
1959年（昭和34年）4月（41歳）、個展等を通じてかなり以前より友人であった画家・川村久子と再婚。この年、長崎市で前川直・林田久子と3人展を行う。
1962年（昭和37年）（44歳）、日立家電販売（株）“日の出会”美術部の指導にたずさわり、会員とは長い付き合いになる。
1966年（昭和41年）（48歳）、外山卯三郎より後任依頼を受け、約4年間にわたり東上野坂東報恩寺において妻久子と共に、児童達に最初から油絵を教えることを多いに楽しむ。2人とも大変な子供好きであった。
1967年（昭和42年）（49歳）、美術評論家“菅貢 “の推薦により、文芸春秋画廊を使用出来る事になり、1953年に自由美術家連盟除名以来ようやく安定した定期発表の場を得たことになる。
文春画廊に於ける作品発表を列記すると計15回に及ぶ。
1972年（昭和47年）1月（53歳）、永い確執のあった父嘉八死去（87歳）。
1972年（昭和47年）4月、妻久子が重いスランプに陥るようになり、以後病状は山谷をくりかえす。良い時は、2人展も行う。
1982年（昭和53年）（59歳）、久子の病状多少持ち直し、転居先を一緒にさがせるようになり、85年には2人展を行える程度には回復。
1984年3月（昭和59年）（65歳）、杉並区西荻北における約1年の仮寓を経て、千葉市稲毛区宮野木町に完成したアトリエ付き住宅に転居。重正は、その形から蓑笠舎（さりゅうしゃ）と名付けた。
1987年（昭和62年）10月（69歳）、愛蔵林田重正展（高山市内の愛好家が自己所有の絵を持ち寄って展示したもの）。
1989年（平成元年）7月（71歳頃）、再生不良性貧血により、日本医科大学病院に1年以上入退院後退院するも、徐々に体力が衰えていく。　同時に画筆の衰えも目立つようになるが、入院中にあっても常に看護士さんや自分の手足を対象にしてまでデッサンすることを止めなかった。
1994年（平成6年）4月（75歳）、病弱な重正を最後まで慈しんだ母津枝死去（96歳）。
1997年（平成9年）1月4日、再生不良性貧血の症状悪化により約1年の入院期間を経て、世田谷区瀬田の日産玉川病院において、中学以来の友人の長男　中嶋昭院長・妻　久子・姪　貝田嘉子に看取られて死去。78歳。
諫早市の廣福寺墓地に前妻・治子と共に眠る。 戒名・画楽重翁居士。
2001年（平成13年）12月　伊藤厚美が主宰するアスクエア神田ギャラリーに於いて、「林田重正展」(2001.12.01-12.15)が開催される。
2015年（平成27年）12月　諫早市美術・歴史館に於いて特別企画展示「林田重正展」(2015.12.02-2016.01.11)が開催される。
未亡人・林田久子より同館に寄贈された林田重正の油彩・水彩等に、親類の中村晋・松原究より同時寄贈された作品等を加えた、計50点余りの油彩・水彩・素描等を関連資料と共に展示したものである。

## 画風
描く対象として「①山・野原・雑木といった風景。　②柿や葡萄のような果物、唐辛子・茄子・ジャガイモような野菜、干魚・干湯葉といった乾物等の室内静物。」　を主に扱っているが、木原秋好は「屋外写生より、アトリエ内での製作を好む妻久子を気遣った結果②が増えたが、本来は①を心行くまで写生したかったようだ。」と、述べている。山は本当に好きで、特に急峻な山よりも穏やかな山を描くことを楽しんだ。女性を描いた素描はあるが、油彩は全く残っていない。
画風については、谷川徹三 による「林田重正の芸術」がもっとも端的に述べているので、それをそのまま借用すると、『油彩をもって、東洋の水墨の至り着いたような詩的情趣や音律の余韻を、その画中に現ずる独自な絵画世界を築こうとしているように私には思える。』『作品は、第1類「風景を描きながら、その写実を深めたもの」、第2類「実景からモチーフを得たとしても、それをどこまでも心象風景として、詩句を積み重ねたり、楽音を構成するような手法をとっているもの」に至るまで、模索的な多様な表現がある。第3類「対象は全く写実的に描きながら、そこに夢幻的な、或いは超現実的な境を現じようとしたもの」、第4類「クレー的な発想の上に一味ちがった画面を構成しているもの」がある。　このように系列化したと時、私がもっとも林田の独自性をしめすものとして重んじるのは、第1類と第2類である。この2系列は弁別のしがたいものがあって、東洋風に言えばいずれも胸中の山水としても良いであろう。』と述べている。

## 逸話
哲学者の谷川徹三が『段々山』と言う作品を有している事を自身の愛蔵品リストである『黄塵居清賞　私の眼とこころ』に記している。
中学生時代から9.5mm映写機で撮影を楽しんでいたが、1951年中に遣り残した最大の残念事を尋ねる新聞記事に、葛飾北斎を扱った美術映画を企画しながら製作に至らなかったことを、悔しがっている。
画風同様にのびやかな明るさに加えて、ユーモアのセンスがある人で、機会ある毎に書き残している文にもそれが見られる。
- 妻治子との新婚家庭に泥棒が入ったが、貧乏絵描きの家で取るものが何もなく、逆に相手の泥棒や、代わりに泥棒に入られた隣人達を気の毒がる話　「ぬすとめいわく＝盗人迷惑」[35]。
- 小学生時代に弥生土器を拾ったほどの歴史マニアであることを知っている市長に拉致されて、祈願文が書かれているらしい不思議な石碑を見に行く話「何の祈願かわからぬ話」[36]。
- 300年以上前の諫早干拓工事で歌われた地元の民謡「新地節」の滑稽なカット[37][* 43]。
- 雲仙の山々を描きたくて山上のホテルに泊まったのに、海釣りに誘われ、断るのに往生した話「雲仙の事」[4]。
- 重篤な状態で入院している妻の病室に於いてさえ、全文が長崎弁だけからなる「病人」と題する詩と絵を描いて心を明るくしようと努めている[18]。

## 個展等作品発表歴
経歴で見るように自由美術家協会退会後は、一切の団体に入会しようとせず、主として個展を中心とした年1回程度の発表活動に軸足を移したものとなる。そこで、作品発表歴のみを年代順に整理した（一部経歴欄と重複）。
- 1942年（昭和17年）10月　24歳　第1回個展開催　　於：銀座紀伊国屋画廊（09.30〜10.03）　出品：静物・新羅の壺他（油彩）[* 46][3]。

- 1943年（昭和18年）10月　25歳　第2回個展開催　　於：神田　学士会館 （10.28〜10.29）　　出品：静物他（油彩）[* 47]。

- 1946年（昭和21年）10月　28歳　新興日本美術第1回展　　主催：読売新聞社　　出品作：少女？（油彩）が佳作入賞[* 48]。

- 1948年（昭和23年）10月　30歳　第12回自由美術展（戦後復活第1回）　 主催：自由美術家協会 　 於：東京都美術館（10.04〜10.17）　　出品：秋の静物・少女・肖像（各油彩）[* 49]。

- 1949年（昭和24年）10月　31歳　第13回自由美術展　 主催：自由美術家協会 　 於：東京都美術館（10.09〜10.27）　　出品：岸辺にて（油彩）[* 50]。

- 1950年（昭和25年）5月　31歳　　第4回美術団体連合展　 主催：毎日新聞社　於：東京都美術館（05.14〜06.07）　　出品：静物（油彩）[* 51]。

- 1950年（昭和25年）10月　32歳　　第14回自由美術展　　主催：自由美術家協会　　於：東京都美術館（10.10〜10.27）　　出品作：四つのジャガイモ？[* 52]。

- 1951年（昭和26年）2月　32歳　　長崎素描展　　於：長崎市濱屋ホール（02.13〜02.14）　　出品作：油彩4点・素描70点・コラージュ4点）[43][44][* 53]。

- 1951年（昭和26年）3月　32歳　　林田重正長崎風景個人展　　主催：長崎国際文化協会　　後援：長崎日々新聞　　於：長崎市濱屋ホール（03.10〜03.13）　　出品作：千々石にて・貧しき部落にて　等（油彩37点他）[* 54]。

- 1951年（昭和26年）4月　32歳　　林田重正諫早風景個人展　　主催：諫早文化協会　　後援：諫早新聞協会　　於：十八銀行諫早支店（04.13〜04.15）　　出品作：有明海・諫早の春・船・高城神社にて　等（油彩10点　日本画2点）[* 55]。

- 1951年（昭和26年）5月　32歳　　野口彌太郎・松島正幸・林田重正3人展　　於：長崎市濱屋ホール（05.19〜05.20）[* 56][45]。

- 1951年（昭和26年）8月　32歳　　　林田重正佐世保風景個人展　　主催：西日本新聞社　　於：親和銀行本店別館ホール（08.27〜08.29）　　出品作：七種翁肖像・濡れて歩く人たち・下弓張からの夕景・暮れの辻　等（油彩22点・水彩2点・水墨画6点・素描1点）[* 57]。

- 1952年（昭和27年）9月　33歳　　　林田重正第2回諫早風景展覧会　　主催：諫早文化協会　　後援：紫水会　　於：十八銀行諫早支店（09.26〜09.29）　　出品作：衣笠山から諫早方面を・花・有喜の花見・早見で貝ひろい　等（油彩10点・日本画2点）　等（油彩他25点以上）[* 58]。

- 1952年（昭和27年）12月　34歳　　　林田重正島原風景個人展覧会　　主催：島原自由美術サークル　　後援：島原新聞社　　於：長池屋ホール（12.05〜12.08）　　出品作：梨2つ・大手広場・島原海岸　等（油彩25点）　稲刈・収穫等（水墨画　4点）[* 59]。

- 1956年（昭和31年）2月　37歳　　　林田重正作品展　　於：渋谷風月堂ギャラリー（02.25〜03.15）　　出品作：xx[* 60]。

- 1956年12月（昭和31年）　38歳　　林田重正長崎風景展　　於：渋谷風月堂ギャラリー（12.16〜12.31）　　出品作：xx[* 61]。

- 1956年（昭和31年）　月　38歳　　　林田重正個人展　　於：櫟画廊（mm.dd〜mm.dd）　　出品作：xx[* 62]。

- 1957年（昭和32年）2月　39歳　　　月間美術誌　造形に　「雲仙」と題する絵、「雲仙の事」と題した文が載る[46]。

- 1958年（昭和33年）　月　40歳　　　前川直・石森美津子・川村久子・林田重正4人展　　於：イエナ画廊（mm.dd〜mm.dd）　　出品作：xx[* 63]。

- 1959年（昭和34年）5月　40歳　　　前川直・林田重正・林田久子三人展　　主催：長崎芸術鑑賞会　　後援：毎日新聞長崎支局　　於：浜屋ホール（05.12〜05.15）　　出品作：9月30日の庭・水害の街・古い街・夜の静物他（油彩を含む重正分全23点）[* 64]。

- 1968年（昭和43年）10月　50歳　　　林田重正個展[3]　　於：文芸春秋画廊（10.21〜10.27）　　出品作：雪(M20)・みず(F4)・地の水1(F4）・地の水2(P3)・地の水3(F4)・雲1(M6）・雲2(仏F2)・雲3（仏F2）・柿3つ（F3）・柿4つ（F6）・山道(F2)・小さい山(F1)・裾野(M12)・木々(F6)・村(F12)・故園(P10) （以上油彩）　（水彩）あかい風景[* 65]。

- 1970年（昭和45年）10月　52歳　　　林田重正個展[3]　　於：文芸春秋画廊（10.17〜10.23）　　出品作：雲の朝・地・入江の花・とぶ花・子供のうた2（以上油彩）[* 66][* 67]。

- 1971年（昭和46年）10月？　53歳　　　林田重正・久子2人展[3]　　於：銀座アートギャラー（文芸春秋画廊改装工事中に付き代替）　　出品作：雲と実(M8)・そらの花1(F4)・そらの花2(P6)・そらの花3(M10)・フラッシュバルブのある静物(F3)・野の草(F3)・しろい花(P6)・土(F3)等　（以上油彩）　[* 68]。

- 1974年（昭和49年）3月　55歳　　　林田重正・久子2人展[3]　　於：文芸春秋画廊（03.18〜03.24）　　出品作：夕やけ(M6)・子供のうた(M8)・森の音(M8)・おそい秋(F6)・夜の村(P6)・道(F3)・櫻桃と魚(F3)・魚の夢(P4)・二つのじゃがいも(F1)・一つの干魚(F2)・空にのぼるとうがらし(M4)・夜のとうがらし(M4)等（以上油彩）　空をゆく花(水彩)　　小さな木々・山(以上水墨)　[* 69]。

- 1975年（昭和50年）3月　56歳　　　林田重正・久子2人展[3]　　於：文芸春秋画廊（03.10〜03.15）　　出品作：駿東の山(M10)・雨雲来る(F6)・白い山(F6)・新緑の山(F6)・干魚と桜桃(F4)・奥多摩にて(F3)・桜桃三つ(P3)・こぶしの木(M6)・夜の海と空(M4)・夜の雲(M4)等　（以上油彩）[* 70]。

- 1976年（昭和51年）3月　57歳　　　林田重正・久子2人展[3]　　於：文芸春秋画廊（03.15〜03.20）　　出品作：わらずか(M3)・こぶしの花（夕1）
- 『造形』1月-2月号、造形同人会、東京都豊島区池袋4-391、1957年2月1日。

(M4) ・こぶしの花（夕2）(M6)・秋の終り(M8)・小さな桜の木のある丘(F3)・あをい山(P10)・夜のこぶし(P4)・むべの実一つ(サムホール)・夜の山(F10)・親しい丘(M8)・こぶしの花（夜）(M4)・山の木々(得7号)・赤い風景(F4)・浅い春(F2)・小さな島(M10)・芽ふく山(F5)・海辺の松(P4)・或る木(F3)等　（以上油彩）。
- 1977年（昭和52年）6月　58歳　　　林田重正・久子2人展[3]　　於：文芸春秋画廊（06.20〜06.25）　　出品作：若いコブシ（1）(F5)・若いコブシ（2）(M3)・コブシ（木陰）(F3)・山のコブシ(F6)・夜のコブシ(P3)・雨の前のコブシ(M4)・コブシ澄(F4)・コブシ星(F4)・雨のコブシ(M8)・静物（朝）(F2)・道（夜の山）(M3)・山秋澄(F10)・小さな山(P6)・赤い崖(F4)・安曇野の櫻(F3)・赤いいも(サムホール)・案徳さんの丘(特5.5)・夜の木(M3)・蓼科にて(P3)　（以上油彩）[* 72]。

- 1978年（昭和53年）3月　59歳　　　林田重正個展[* 73]　　於：文芸春秋画廊（03.20〜03.25）　　出品作：泉(M3)・段々山(M10)・森の朝A(P6)・森の朝B(F4)・夜の山A(M8)・夜の山B(M3)・小さな山(5.5)・石が出る山(F3)・夜明けの村(M6)・黄色い山(P3)・夜明けの山(M8)・とんがり山(M10)・麓(M8)・深山の春(7)・低い山(サムホール)・ラクダ山の雲(サムホール)・丘の朝(P6)等　（以上油彩）　三陸の山・外房にて・Fさん・Aさん・枯れかかった花・大きいムベの実・錦の崖・干し柿・うづらのたまごA・うづらのたまごB・二つ・石ころ1・石ころ2・石ころ3・石ころ4・石ころ5　（以上水彩）[* 74][* 75]。

- 1979年（昭和54年）3月　60歳　　　林田重正個展[3]　　於：文芸春秋画廊（03.19〜03.21）　　出品作：森の中のコブシ(F8)・雨の日のコブシ(M6)・朝焼けの森のコブシ(M8)・雲とコブシ（1）(F3)・雲とコブシ（2）(M4)・コブシの木(M3)・コブシの花(F4)・谷間のコブシ(F10)・春の田園(F5)・夜が明けようとする町(P8)・晩秋(F4)・乙女桜の咲く丘(F2)・宅地造成の始まった丘(M4)・開けゆく雲(F6)・箱根逆光(M10)・崖の木(SM)・雑木の丘(SM)・走る雲(M3)・帰る雲(F2)  （以上油彩）　　秋の山（1）・秋の山（2）・けしの花（1）・けしの花（2）・朝漁（1）・朝漁（2）・柿の実・若い人・豆のなる木・漁村で・お嬢さん・野草の花・干魚・紅葉・魚舟・ヌード・Rさん・顔のスケッチ　（以上水彩）[* 76]。

- 1980年（昭和55年）3月　61歳　　　林田重正個展[3]　於：文芸春秋画廊（03.24〜03.29）　　出品作：シャルトルへの途A (M8)・シャルトルへの途B(M6)・モレーの家A(P3)・モレーの家B(F4)・モレーの家C(M6)・モレーの石A(M4)・モレーの石B(M4)・石の家(P3)・乙女桜咲く(P5)・山陰のコブシ(M8)・山とコブシ(F10)・雨の日のコブシA(M3)・雨の日のコブシB(P4)・淋しい山(M10)・別れ道(F4)・モレーの窓(F2)・雑木の山(M4)・モンマルトルの窓(F5)・オーベールの石(M3)・モーの川岸(P10)・シャルトルの丘(M6)・野原(P5)　（以上油彩）　　モー風景・御岳山・山・山陸の山・とうもろこし・二人山　（以上水彩）[* 77]。

- 1980年（昭和55年）9月　61歳　　　林田重正個展[3]　　於：愛宕山画廊（09.dd〜09.dd）　　出品作：xx。

- 1981年（昭和56年）3月　62歳　　　林田重正個展[3]　　於：文芸春秋画廊（03.24〜03.29）　　出品作：xx[* 78][* 79]。

- 1981年（昭和56年）11月　63歳　　　林田重正個展　　於：大阪/高宮画廊（11.02〜11.10）　　出品作：xx[* 80]。

- 1982年（昭和57年）3月　63歳　　　林田重正個展　　於：文芸春秋画廊（03.22〜03.27）　　出品作：黄色い山(P2)・紫の景色(F3)・春休み(M4)・秋の道(M4)・母の郷里(F6)・緑の風景(M8)・細い道(P6)・薄暮(M10)・薄暮B(M8)・春の山(M8)・高原(P6)・調練場跡(P8)・散歩道(F5)・雨の日(M4)・高原にて(P6)・木ばっかりの景色(M3)・からめ手門附近(P8)・険しい山(F6)・松茸山(F6)・雨の谷間(M5)・二軒の家(P2)　（以上油彩）　　避暑地・ざくろ・ざくろB・顔・少女・少女B・横顔・雲・幼い顔・Kさん・考える・沈む顔（以上水彩）[* 81]。

- 1983年（昭和58年）3月　64歳　　　林田重正個展　　於：文芸春秋画廊（03.21〜03.26）　　出品作：xx[* 82][* 83]。

- 1985年（昭和60年）3月　66歳　　　林田重正・久子2人展　　於：文芸春秋画廊（03.18〜03.23）　　出品作：細い道(P2)・暗い滝(F4)・晩秋(M2)・おそい秋(M2)・山の道(P2)・あかい山(M4)・散歩道(M5)・かやのき山(F3)・ふもと(F2)・しろい舟(M3)・干潟(P2)・子供たち（1）(M2)・子供たち（2）(M2)・晴れた日(P2)　（以上油彩）　山・春の雲・城山・干柿・石二つ・からすうり　（以上水彩）　　手足の素描・素描1・素描2・肘つく人・足の素描　（以上素描）[* 84]。

- 1986年（昭和61年）3月　67歳　　　林田重正・久子2人展　　於：文芸春秋画廊（03.17〜03.22）　　出品作：xx[* 85][* 86]。

- 1987年（昭和62年）10月　69歳　　　愛蔵林田重正展　　於：高山市/　シングビル3Fスペース（10.30〜11.03）[* 87][* 88]。出品作：柿の木・箱根逆光・高原・月夜の村・薄暮・明るい道・秋の道・木ばっかりの景色・調練場跡・若い芽・子供たち1・子供たち2。　（以上油彩）　　群馬の山・春の日・じゃがいも二つ・考える・北山公園「檪」から・曇りの日・山・焼岳・山国・コーヒーシュガー・手と足の習作・瑞雲　（素描・色鉛筆・水彩）　他。

- 1987年（昭和62年）10月　69歳　　　林田重正個展　　於：高山市/　ギャラリー斐山（10.30〜11.03）　　出品作：山の音・山・紫の山(1) [* 89][* 90]。